# Montes Lusácios

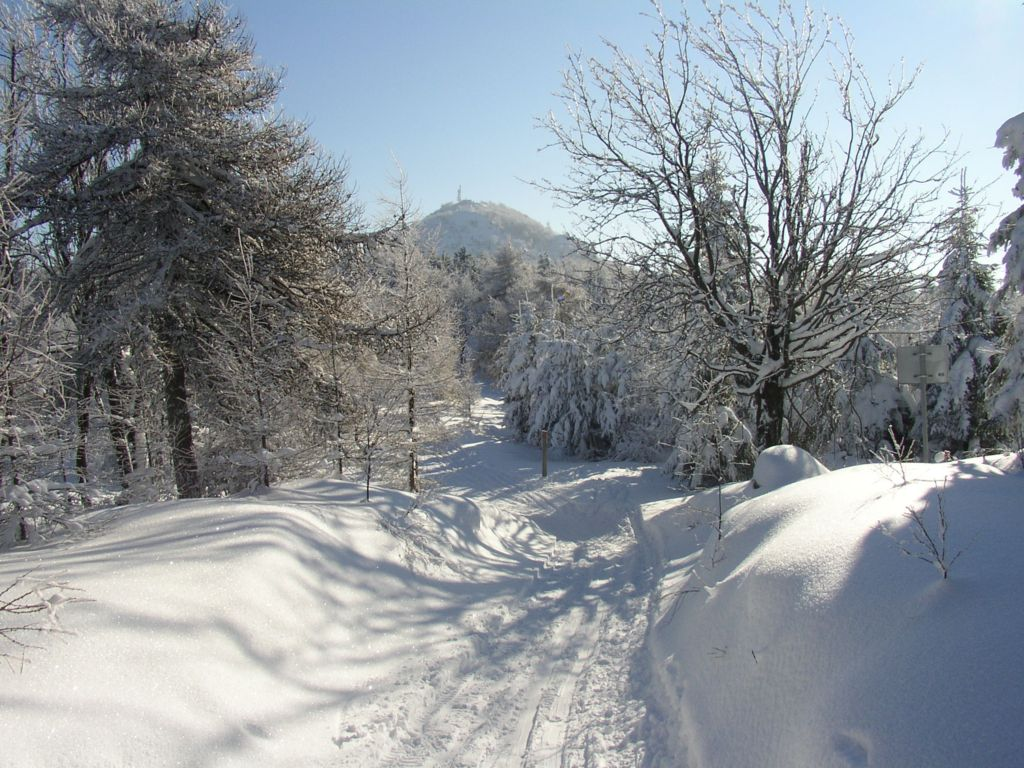
Trecho dos montes Lusácios no inverno, na fronteira tcheco-alemã.

Os montes Lusácios (em tcheco/checo:  Lužické hory e em alemão:  Lausitzer Gebirge) são uma cadeia montanhosa dos Sudetos ocidentais, localizadas fronteira sudeste da Alemanha com a República Checa, a leste do rio Elba.
O pico mais alto é o monte Luž (Lausche) com 793 metros de altitude.